# Hydrachna crenulata
Hydrachna crenulata är en kvalsterart som beskrevs av Marshall 1930. Hydrachna crenulata ingår i släktet Hydrachna och familjen Hydrachnidae. Inga underarter finns listade i Catalogue of Life.